# Yakovlev Yak-130
Lo Yakovlev Yak-130 (in cirillico: Яковлев Як-130, nome in codice NATO: Mitten), anche noto come Yak-AT in fase di sviluppo, è un addestratore avanzato di fabbricazione russa sviluppato dallo Yakovlev Design Bureau negli anni duemila ed entrato in servizio nell'aeronautica militare russa nel 2009.
Inizialmente sviluppato in un programma congiunto con l'italiana Aermacchi, lo sviluppo del velivolo è poi proseguito separatamente: da qui le somiglianze con l'M-346. In grado di fornire supporto aereo alle forze a terra e di impiegare un vasto arsenale di sistemi d'arma, lo Yak-130 è stato adottato dalle forze aeree di numerosi paesi asiatici ed africani.
Al 2024 risulta in servizio attivo in oltre 100 esemplari nelle forze armate russe mentre risulta in fase di sviluppo una versione dedita all'attacco al suolo designata Yak-130M..

## Storia del progetto
Lo sviluppo dello Yak-130 iniziò nel 1993 secondo un programma congiunto tra la Yakovlev e l'Aermacchi per realizzare un addestratore avanzato capace di formare i futuri piloti di caccia di nuova generazione, come l'Eurofighter Typhoon, il Dassault Rafale, l'F-35 e il Sukhoi PAK FA. Il programma prevedeva un velivolo caratterizzato da un'ala alta e una singola deriva verticale, spinto da 2 turbofan e con un abitacolo con 2 posti in tandem capace di garantire elevate manovrabilità, stabilità senza rinunciare a una velocità subsonica.
Il dimostratore effettuò il primo volò nel 1996. A pilotare l'aereo è stato il pilota collaudatore Andrej Sinicyn. Durante questo volo l'aereo ha raggiunto la velocità di 350 km/h alla quota di 2 000 m. In totale sono stati effettuati circa 300 voli del prototipo dell'aereo.
Ma nel 1999, la partnership fu sciolta, perché le due parti non riuscirono ad accordarsi su vari aspetti del velivolo, pertanto i due costruttori seguirono diversi percorsi di sviluppo, con alla base sempre la stessa filosofia progettuale iniziale: l'Aermacchi con il suo Aermacchi M-346 e la Yakovlev con lo Yak-130.
Il 19 maggio 2009 ha volato il primo Yak-130 di serie, nelle mani dei collaudatori Roman Taskaev e Sergey Kara. L'aereo è stato ordinato dalla Voenno-vozdušnye sily Rossijskoj Federacii (le forze aeree russe) in 12 esemplari come addestratore avanzato battendo il rivale MiG-AT.
Benché nato come addestratore avanzato non si esclude lo sviluppo di una versione appositamente per l'attacco leggero.
La V-VS ha intenzione di sostituire presso le proprie scuole di volo gli anziani Aero L-39C Albatros con 74 esemplari di Yak-130 Mitten entro il 2015, anche se al momento ne ha ordinato solamente 12 unità.
Altri clienti dell'addestratore avanzato russo sono l'aeronautica militare dell'Algeria con 16 esemplari ordinati nel 2006 e la forza aerea della Libia con 6 macchine ordinate nel 2009. Aeronautica militare siriana, con 36 aviogetti nel 2010.

## Incidenti
- 26 luglio 2006 durante un volo di prova dello Yakovlev Yak-130 il sistema di pilotaggio del velivolo si bloccò per cause non certe, di conseguenza i due piloti a bordo dell'aereo si eiettarono dalla cabina di pilotaggio prima dello schianto a terra.
- 29 maggio 2010 nei pressi dell'aeroporto di Lipeck nella Russia europea durante il volo d'addestramento del Yakovlev Yak-130 un propulsore del velivolo si arrestò per cause non accertate. Due piloti a bordo dell'aereo si sono catapultati dalla cabina di pilotaggio. Il Ministero della Difesa della Russia ha deciso il blocco dei voli degli aerei Yak-130 in Russia fino all'accertamento delle cause dell'incidente.[7]

## Utilizzatori
Algeria
- Al-Quwwat al-Jawwiyya al-Jaza'iriyya

opera, al gennaio 2019, con 16 esemplari di Yak-130 acquistati dal governo algerino, e consegnati a partire dal 2009.
 Bangladesh
- Bangladesh Biman Bahini

16 Yak-130 ordinati e consegnati a partire dal 2015. A dicembre 2017 gli esemplari in servizio sono 13, in quanto un aereo è andato perso in un incidente luglio e due a dicembre.
 Bielorussia
- Voenno-vozdušnye sily i vojska protivovozdušnoj oborony

8 esemplari ordinati. Ulteriori 4 esemplari sono stati consegnati a maggio 2019, portando a 12 gli esemplari in servizio.
 Birmania
- Tatmadaw Lei

10 Yak-130 consegnati tra il 2017 ed il 2018. A dicembre 2019 sono stati consegnati ulteriori 6 aerei che hanno portato a 16 il numero degli esemplari in servizio.
 Iran
- Niru-ye Havayi-ye Artesh-e Jomhuri-ye Eslami-e Iran

2 Yak-130 consegnati a fine agosto 2023. Non si conosce il numero di aerei ordinati. Dalle foto diffuse su internet e dal numero seriale dell'aereo si presume siano 6 gli esemplari consegnati entro la fine del 2024.
 Laos
- Lao People's Liberation Army Air Force

Un ordine per sei-dieci aerei (con un fabbisogno di circa 20), ha visto la consegna di soli 4 Yak-130 nel dicembre del 2018.
 Russia
- Voenno-vozdušnye sily Rossijskoj Federacii

contratto per 109 esemplari di cui 89 già consegnati al dicembre 2016.
 Vietnam
- Không Quân Nhân Dân Việt Nam

Secondo fonti russe, il Vietnam avrebbe ordinato 12 Yak-130 a fine 2019, per un accordo del valore di 350 milioni di dollari.

## Velivoli comparabili
Italia
- Alenia Aermacchi M-346 Master

 Cina
- Hongdu L-15 Lie Ying

 Corea del Sud
- KAI T-50 Golden Eagle

 Iran
- HESA Shafaq

 Turchia
- TAI Hürjet